# Elezioni europee del 2009 in Repubblica Ceca
Le elezioni europee del 2009 in Repubblica Ceca si sono tenute il 7 giugno.

## Risultati
| Liste  | Liste                                                     | Gruppo      | Voti      | %     | Seggi | Differenza | Differenza |
| Liste  | Liste                                                     | Gruppo      | Voti      | %     | Seggi | %          | Seggi      |
| ------ | --------------------------------------------------------- | ----------- | --------- | ----- | ----- | ---------- | ---------- |
|        | Partito Democratico Civico (ODS)                          | ECR         | 741.946   | 31,45 | 9     | 1,41       | Stabile    |
|        | Partito Social Democratico Ceco (ČSSD)                    | S&D         | 528.132   | 22,39 | 7     | 13,61      | 5          |
|        | Partito Comunista di Boemia e Moravia (KSČM)              | PEL         | 334.577   | 14,18 | 4     | 6,08       | 2          |
|        | KDU-ČSL                                                   | EPP         | 180.451   | 7,65  | 2     | 1,92       | Stabile    |
|        | Sovranità - Blocco di Jana Bobošíková (SZR - Politika 21) | -           | 100.514   | 4,26  | -     | -          | Stabile    |
|        | Partito Democratico Europeo (EDS)                         | -           | 68.152    | 2,89  | -     | -          | Stabile    |
|        | Affari Pubblici (VV)                                      | -           | 56.636    | 2,40  | -     | -          | Stabile    |
|        | Sindaci e Indipendenti (STAN)                             | -           | 53.984    | 2,29  | -     | -          | Stabile    |
|        | Partito dei Verdi (SZ)                                    | -           | 48.621    | 2,06  | -     | 1,10       | Stabile    |
|        | SNK Democratici Europei (SNK ED)                          | -           | 39.166    | 1,66  | -     | 9,36       | 3          |
|        | Partito dei Liberi Cittadini (Svobodní)                   | -           | 29.846    | 1,27  | -     | -          | Stabile    |
|        | Partito Operaio (DS)                                      | -           | 25.368    | 1,08  | -     | 0,89       | -          |
|        | Blocco della Destra                                       | -           | 23.612    | 1,00  | -     | -          | Stabile    |
|        | Libertas.cz (NEZDEM)                                      | -           | 22.243    | 0,94  | -     |            |            |
|        | Partito della Vita Dignitosa (SDŽ)                        | -           | 17.061    | 0,72  | -     |            |            |
|        | Partito Democratico dei Verdi (DSZ)                       | -           | 14.761    | 0,63  | -     |            |            |
|        | Indipendenti                                              | -           | 12.824    | 0,54  | -     |            |            |
|        | Altri <0,5%                                               | Altri <0,5% | 61.040    | 2,59  | -     |            |            |
| Totale | Totale                                                    | Totale      | 2.358.934 |       | 22    |            |            |